# Cittadini d'altri tempi
Cittadini d'altri tempi (Old Town Folks) è un romanzo di Harriet Beecher Stowe, pubblicato nel 1869. Il libro, basato in parte sui ricordi d'infanzia del marito dell'autrice e degli abitanti di Natick, il suo villaggio natale nel Massachusetts, è uno dei primi esempi di romanzo stampato nel New England incentrato sulle usanze e gli avvenimenti di una piccola cittadina americana.

## Edizioni
- (EN) Harriet Beecher Stowe, Old Town Folks, Boston, Fields Osgood & Co, 1869.